# گرنیت (اکلاهما)
گرنیت(به انگلیسی: Granite) شهری در ایالت اکلاهما کشور ایالات متحده آمریکا است که جمعیت آن در سرشماری سال ۲۰۱۰ میلادی، ۲٬۰۶۵ نفر بوده‌است.